# Wynot (Nebraska)
Wynot je selo u američkoj saveznoj državi Nebraska. Prema popisu stanovništva iz 2010. u njemu je živjelo 166 stanovnika.